# Agathe Karrer
Agathe Karrer, född 26 juli 1902, död 20 juli 1988; var en tysk friidrottare med löpgrenar som huvudgren. Karrer var en pionjär inom damidrott, hon var världsrekordhållare i stafettlöpning och blev guldmedaljör vid den tredje damolympiaden 1930.

## Biografi
Agathe Karrer föddes 1902 i södra Tyskland, senare började hon med friidrott. Hon tävlade främst i löpning 100 meter och stafettlöpning. Hon gick med i idrottsföreningen TV München-Laim, i München, senare tävlade hon för Turn- und Sportverein München von 1860 eV.
Den 15 juli 1928 satte hon världsrekord i stafettlöpning 4 x 100 meter (i TSV München 1860 lag med Rosa Kellner, Agathe Karrer som andre löpare, Luise Holzer och Lisa Gelius) vid tävlingar i Berlin. Den 21 juli 1929 förbättrade samma lag rekordet vid tävlingar i Frankfurt am Main, den 20 juli 1930 förbättrade exakt samma laguppställning åter rekordet vid tävlingar i Nürnberg.
1928 blev Karrer även tysk mästare i stafettlöpning med världsrekordet vid tävlingarna 6–8 juli i Berlin, 1929 försvarade hon titeln (vid tävlingarna 20–21 juli i Frankfurt am Main) och 1930 blev samma lag åter tysk mästare (vid tävlingarna 2–3 augusti i Lennep).
Karrer deltog sedan vid den tredje damolympiaden 6–8 september 1930 i Prag, under idrottsspelen vann hon guldmedalj i stafettlöpning 4 x 100 meter (åter  med Kellner, Holzer och Gelius).
Senare drog hon sig tillbaka från tävlingslivet. Karrer dog 1988.